# Rainer Mahlamäki
Rainer Mahlamäki (né le 12 juin 1956 à Ilmajoki) est un architecte finlandais.

## Carrière
En 1987, Rainer Mahlamäki reçoit son diplôme d'architecte de l'université technologique de Tampere.
Depuis 1997, il est professeur d'architecture contemporaine à l'université d'Oulu, de 2000 à 2007, il est directeur du département d’architecture et depuis 2007 le vice directeur.
De 2007 à 2011, il est Président l'Association finlandaise des architectes (SAFA).
Depuis 1985, il travaille avec Ilmari Lahdelma d'abord au Cabinet 8 Studio Oy puis au Cabinet Kaira-Lahdelma-Mahlamäki Ky.
En 1997, il fonde avec Ilmari Lahdelma le cabinet d'architecte Lahdelma & Mahlamäki Oy, l'un des cabinets les plus prolifiques de Finlande.
Participant à des concours d'architectes, ils remportent 35 premiers prix et 59 autres prix

## Ouvrages du cabinet Lahdelma & Mahlamäki
- Centre polyvalent de Kastelli, 2014
- Centre Haltia de la nature finlandaise, Espoo, 2013
- Derby Business Park, Espoo, 2013
- Helsingin Studio, Immeuble résidentiel, Helsinki, 2013
- Musée de l'Histoire des Juifs polonais, Varsovie, 2013
- Helsingin Vanhalinna, Immeuble résidentiel, Helsinki, 2012
- Nouvelle accueil de l'Hôpital de Meilahti , Helsinki, 2010
- Centre maritime de Vellamo, Kotka, 2008
- Centre des bateaux en bois de Finlande, Kotka, 2008
- École primaire, Joensuu, 2006
- Evira, Autorité finlandaise de sécurité des aliments, Helsinki, 2006
- Immeuble des TIC, Turku, 2006
- Helsingin Pasaatituuli, Immeuble résidentiel, Helsinki, 2006
- Musée Lusto, Punkaharju, 1994 et 2005
- Bibliothèque municipale, Lohja, 2005
- Bâtiment Exactum, Université d'Helsinki, 2004
- Iiris, Immeuble de bureaux et centre de services pour les déficients visuels, Helsinki, 2004
- Église de Tapiola, Cours et cimetière des urnes, Espoo, 2004
- Bibliothèque principale de Rauma, Rauma,2003
- Immeuble de bureaux pour la poste finlandaise, Helsinki, 2003
- Faculté des sciences de l'éducation, Jyväskylä, 2002
- Bibliothèque municipale, Vaasa, 2001
- Siège de Skanska Ltd., Helsinki, 2000
- Bulevardin Aaria, Immeuble résidentiel, Bulevardi 48, Helsinki, 2000
- Bâtiment Physicum, Université d'Helsinki, 2001
- Centre d'art populaire (fi), Kaustinen, 1997
- École primaire de Soininen, Helsinki, 1997
- Bâtiment Festia, Université technologique de Tampere, 1995

## Prix et récompenses
En 1996 et en 2008, il reçoit le Prix Finlande.

## Galerie

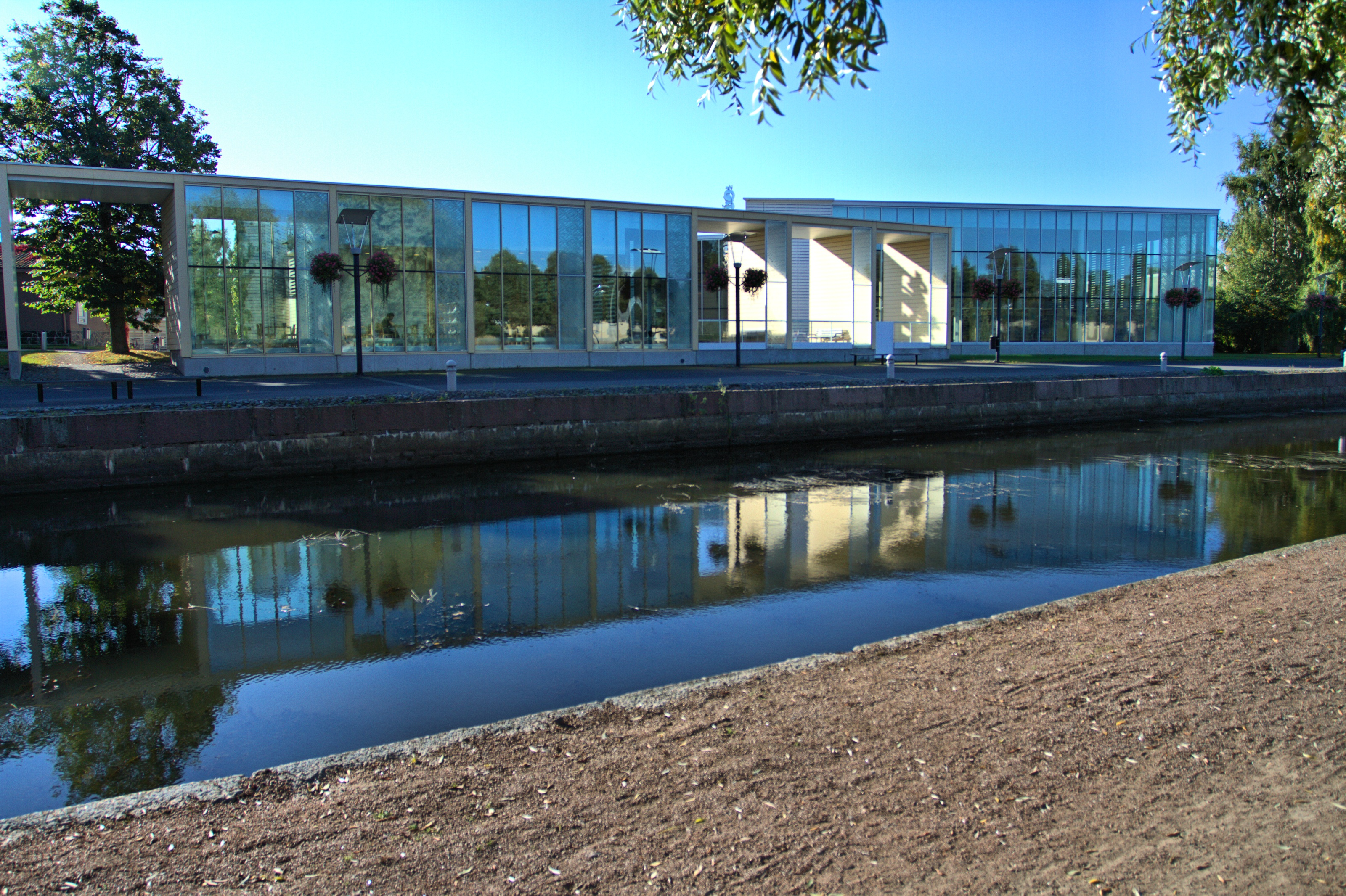
Bibliothèque de Rauma  (2003).
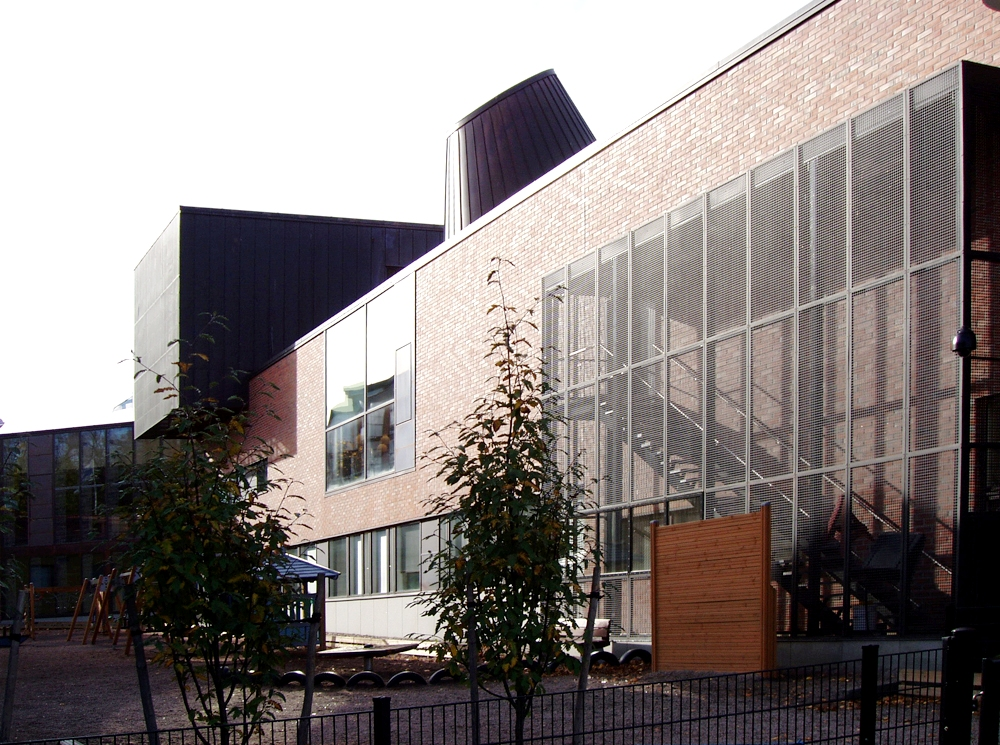
Bibliothèque de Lohja (2005).
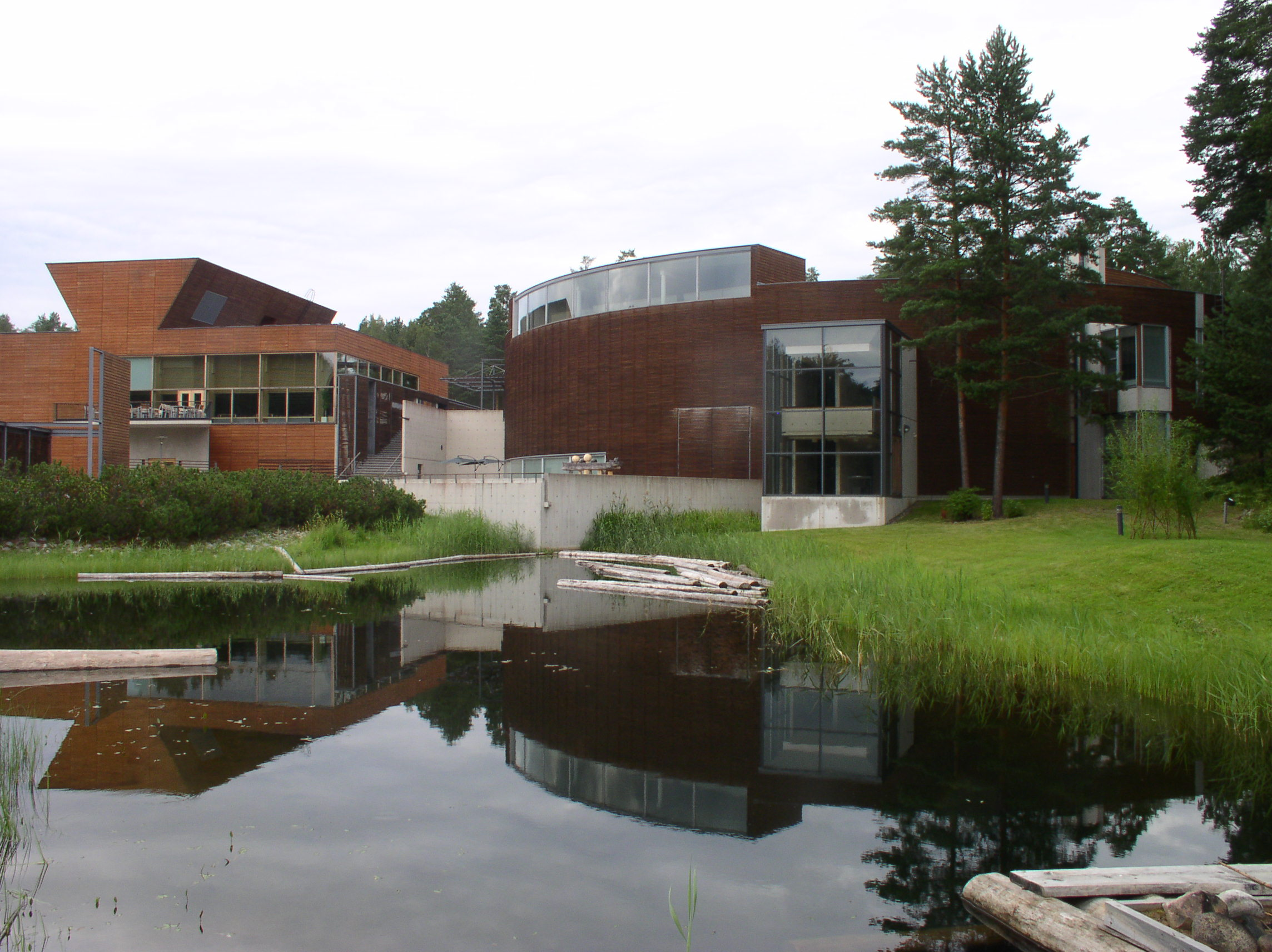
Musée Lusto, Punkaharju,
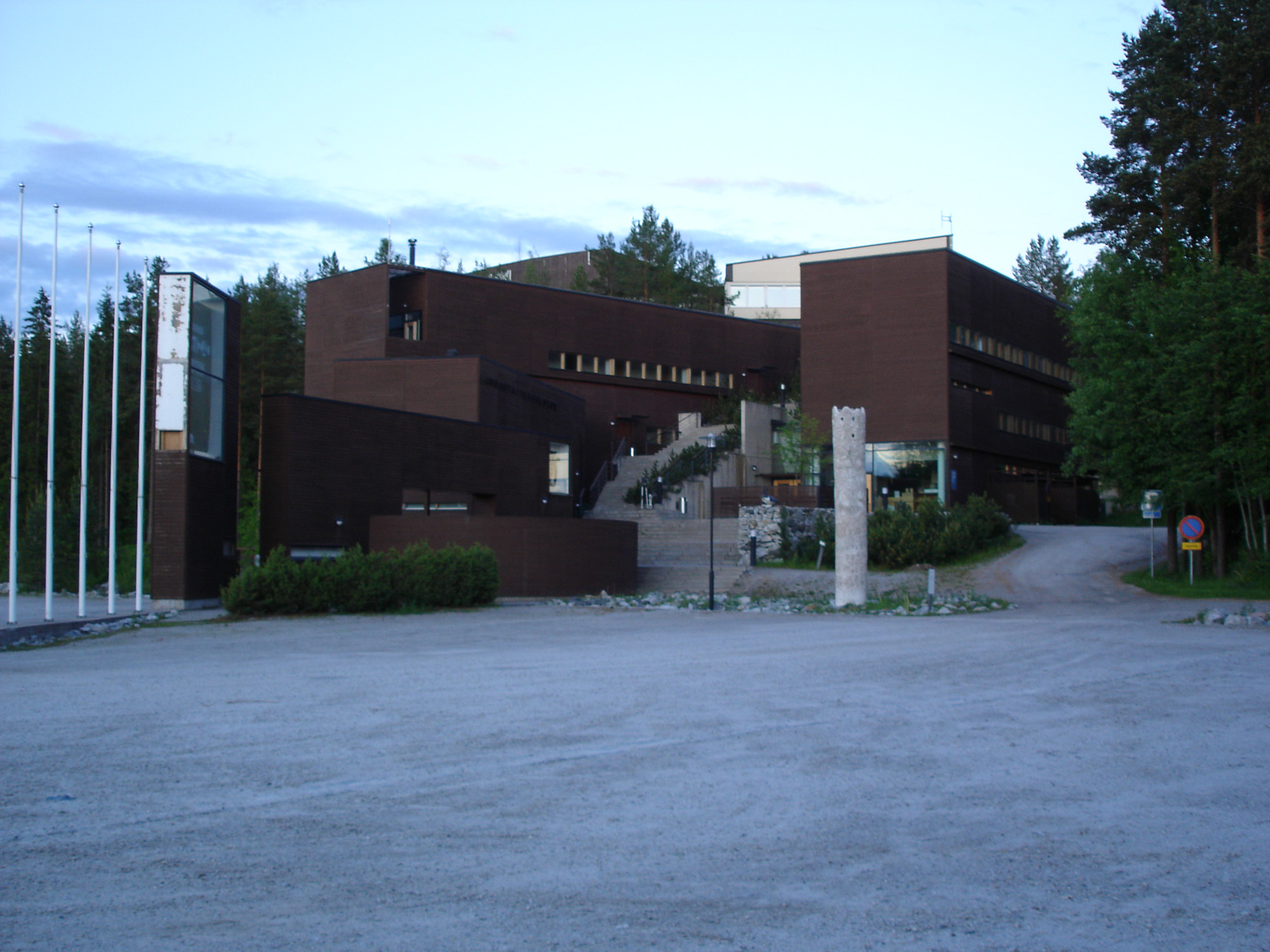
Centre d'art populaire (fi), Kaustinen,
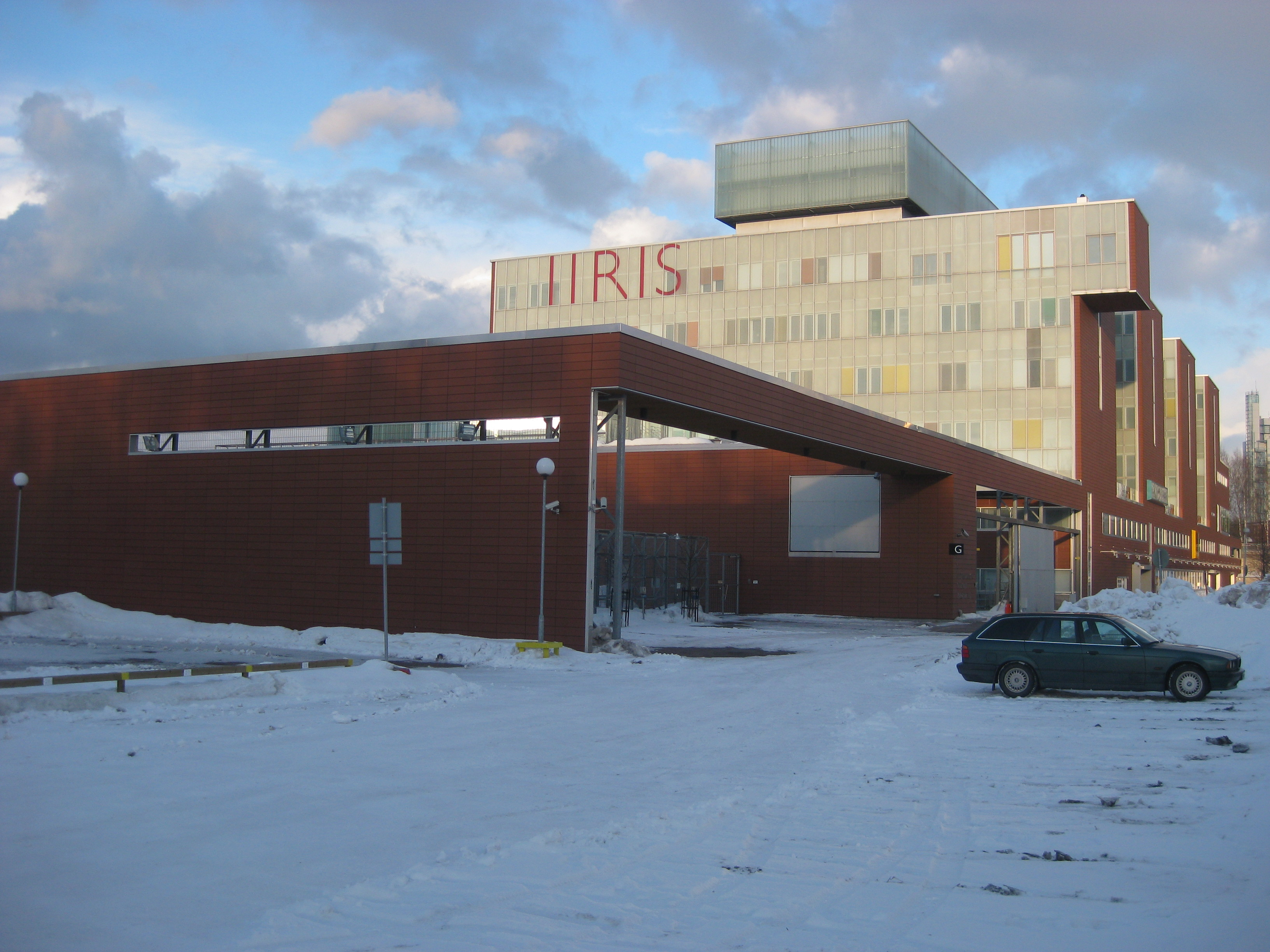
Centre Iiris pour les déficients visuels, Helsinki (2004)
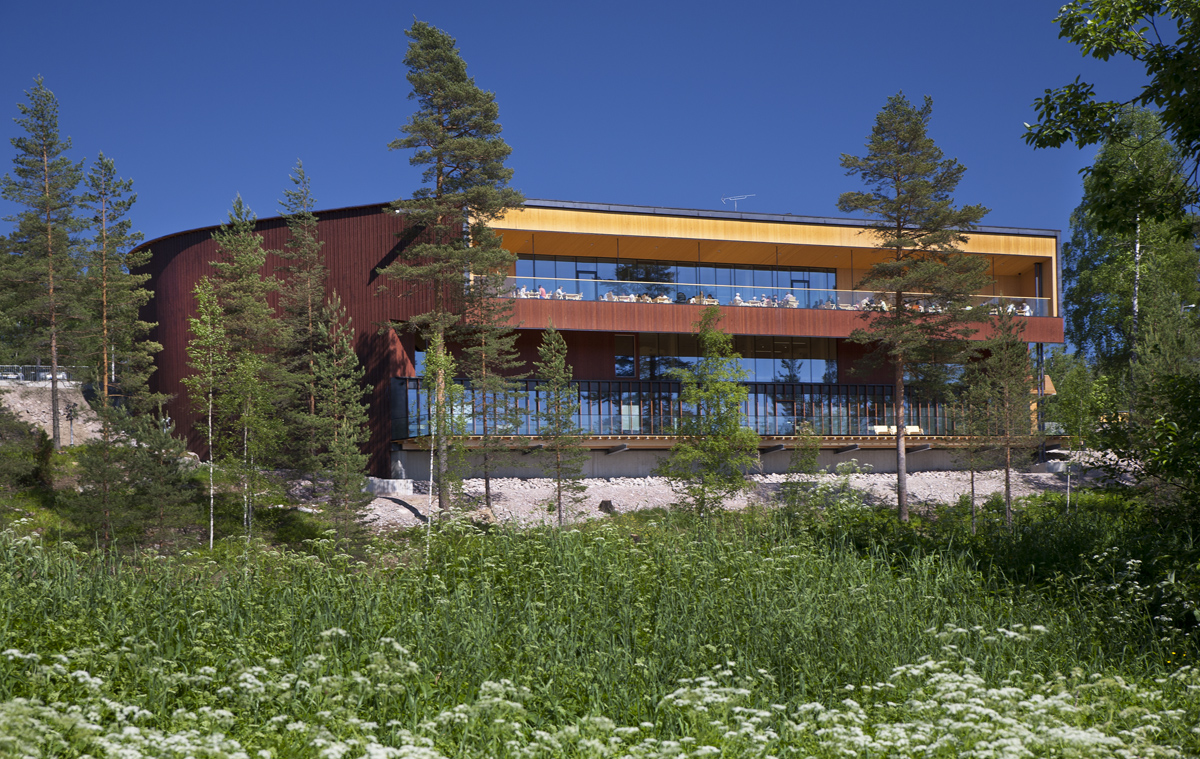
Centre Haltia, Espoo, (2013)
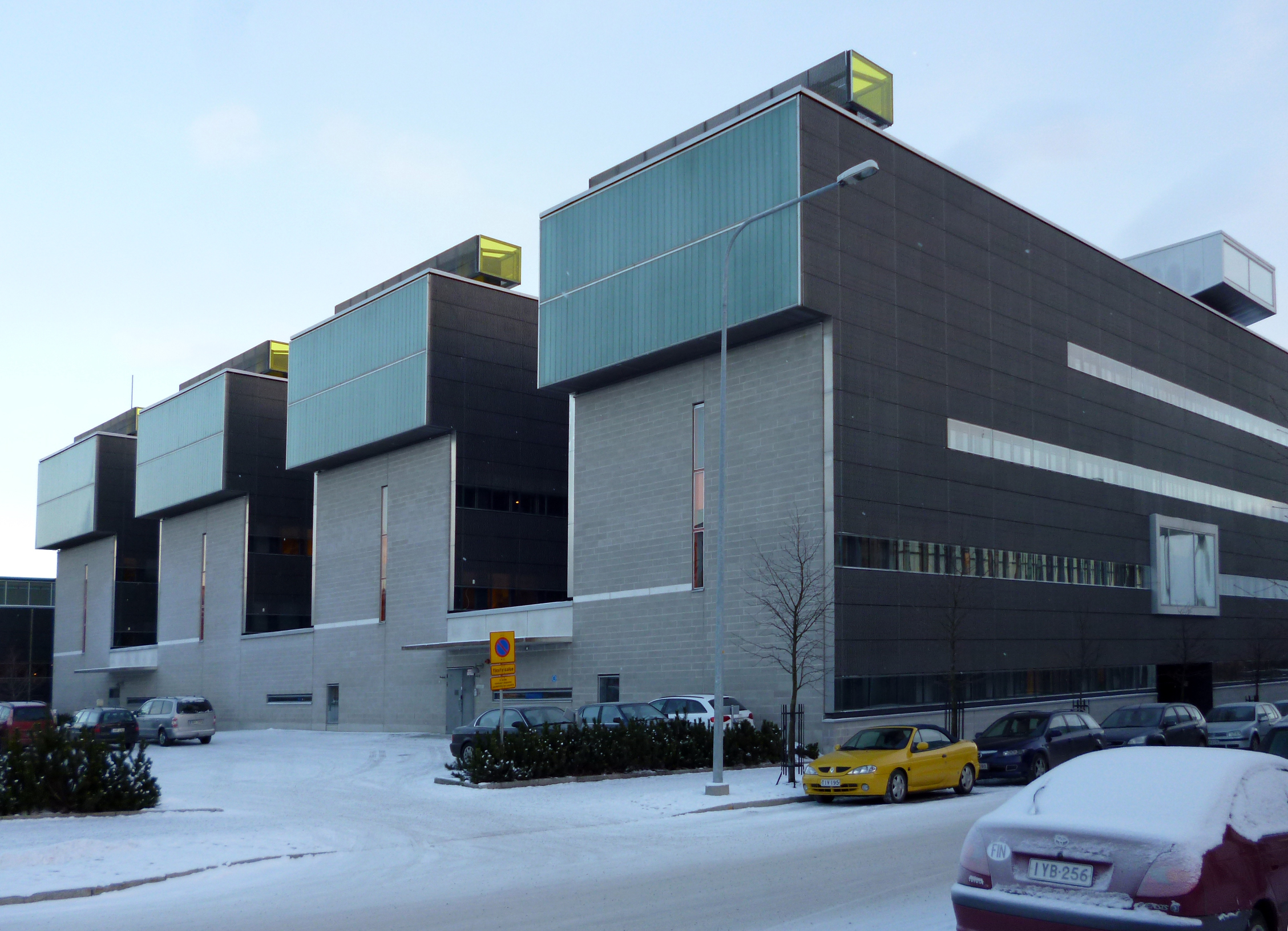
Bâtiment Exactum, Université d'Helsinki, (2004)
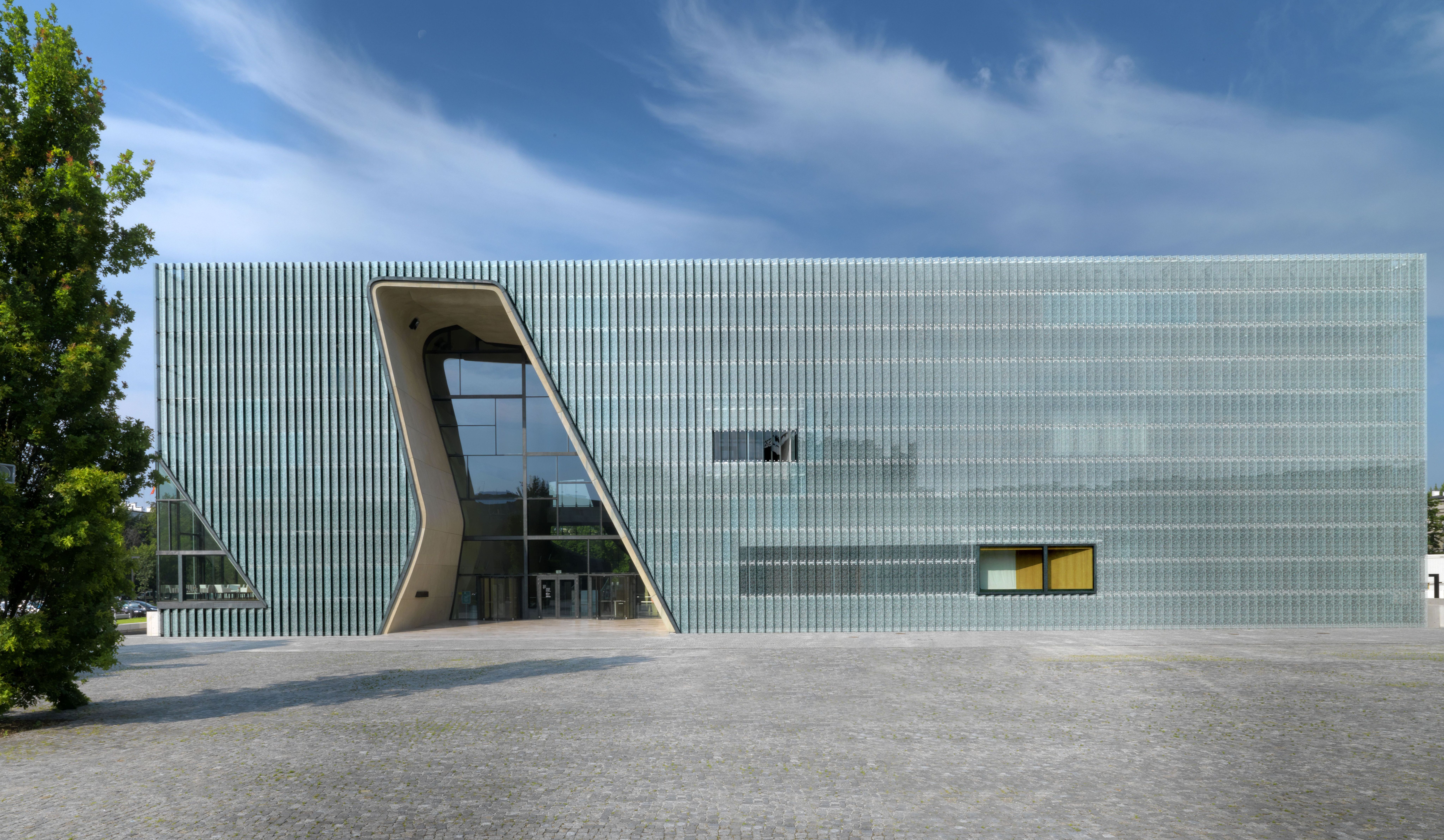
Musée de l'Histoire des Juifs polonais à Varsovie,